# Gil de Siloé
Gil de Siloé (Anvers ? - Castella principis del segle xvi) va ser un escultor d'origen flamenc que treballà a Burgos a l'últim quart del segle xv. Pare de Diego de Siloé. Encara que va néixer a Anvers (a vegades se l'esmenta com Gil d'Anvers), es va establir a Burgos i va treballar sempre a Espanya, per la qual cosa és considerat un artista espanyol.
És, de fet, la màxima figura de l'escultura hispànica del segle xv, quan les formes gòtiques, acoblades amb l'art mudèjar, van donar origen a l'anomenat estil Isabelí, exclusiu d'Espanya, un dels principals representants del qual és Gil de Siloé.
Les seves obres principals són:
- sepulcre de Joan II de Castella i la seva muller, Isabel de Portugal (1486-1493, Cartoixa de Miraflores),
- retaule de l'Arbre de Jessè (1486-1488, Capilla de Santa Ana de la catedral de Burgos),
- tomba de l'infant Alfons (1490, Cartoixa de Miraflores),
- retaule de l'altar major (1496-1499, Cartoixa de Miraflores)
- sepulcre de Juan de Padilla (1500-1505, Museo Arqueológico, Burgos) i
- retaule de Santa Anna (1500, Capilla del Condestable de la catedral de Burgos.

Considerat un dels millors escultors de la fi del gòtic a Castella, la seva obra és d'una gran força expressiva i d'una densitat decorativa que recorda les obres d'orfebreria.